# Ḥumāt al-Diyār
Ḥumāt al-Diyār (in arabo حماةَ الديار‎?, Guardiani della patria) è l'inno nazionale della Repubblica Araba di Siria.
Le parole sono state composte da Khalil Mardam Bey (1895–1959) e arrangiate da Mohammed Flayfel nel 1936, anno in cui l'inno è stato  adottato ufficialmente.

## Testo
| Testo in arabo | Traslitterazione |  |
| --- | --- |  |
| حـماةَ الـديارِ عليكمْ سـلامْ أبَتْ أنْ تـذِلَّ النفـوسُ الكرامْ عـرينُ العروبةِ بيتٌ حَـرام وعرشُ الشّموسِ حِمَىً لا يُضَامْ ربوعُ الشّـآمِ بـروجُ العَـلا تُحاكي السّـماءَ بعـالي السَّـنا فأرضٌ زهتْ بالشّموسِ الوِضَا سَـماءٌ لَعَمـرُكَ أو كالسَّـما رفيـفُ الأماني وخَفـقُ الفؤادْ عـلى عَـلَمٍ ضَمَّ شَـمْلَ البلادْ أما فيهِ منْ كُـلِّ عـينٍ سَـوادْ ومِـن دمِ كـلِّ شَـهيدٍ مِـدادْ؟ نفـوسٌ أبـاةٌ ومـاضٍ مجيـدْ وروحُ الأضاحي رقيبٌ عَـتيدْ فمِـنّا الوليـدُ و مِـنّا الرّشـيدْ فلـمْ لا نَسُـودُ ولِمْ لا نشـيد؟ | Humāt ad-diyāri ʿalaykum salām Abat an tadhilla n-nufūsu l-kirām ʿArīnu l-urūbati baytun ḥarām Wa-ʿarshu sh-shumūsi ḥiman lā yuḍām Rubūʿu sh-shaʾāmi burūju l-ʿalā Tuḥākī s-samāʾa bi-ʿāli s-sanā Fa-arḍun zahat bi-sh-shumūsi l-widā Samāʾun la-amruka aw ka-s-samā Rafīfu l-amāni wa-khafqu l-fuʾād ʿAlā ʿalamin ḍamma shamla l-bilād Amā fī-hi min kulli ʿaynin sawād Wa min dammi kulli shahīdin midād Nufūsun ubātun wa-māḍin majīd Wa-rūhu l-aḍāḥi rāqībun ʿatīd Fa-min-nā l-walīdu wa-min-nā r-rashīd Fa-lim lā nasūdu wa-lim lā nashīd? |  |